# Save the World Reunion Tour
Save the World Reunion Tour var en koncertturné af Swedish House Mafia, der udspillede sig fra 2. maj til 20. september 2019.
Undervejs på turnéen kom gruppen forbi Danmark og Tinderbox i Odense den 29. juni.

## Datoer
| Aflyste koncerter |

| Dato               | By           | Land           | Sted                 |
| ------------------ | ------------ | -------------- | -------------------- |
| Europa             |              |                |                      |
| 2. maj 2019        | Stockholm    | Sverige        | Tele2 Arena          |
| 3. maj 2019        | Stockholm    | Sverige        | Tele2 Arena          |
| 4. maj 2019        | Stockholm    | Sverige        | Tele2 Arena          |
| Nordamerika        |              |                |                      |
| 18. maj 2019       | Mexico City  | Mexico         | Foro Sol             |
| Asia               |              |                |                      |
| 9. juni 2019       | Seoul        | Sydkorea       | Ultra Korea          |
| Europe             |              |                |                      |
| 29. juni 2019      | Odense       | Danmark        | Tinderbox            |
| 6. juli 2019       | Gdynia       | Polen          | Open'er Festival     |
| 12. juli 2019      | Stavern      | Norge          | Stavernfestivalen    |
| 14. juli 2019      | Split        | Kroatien       | Ultra Europe         |
| 20. juli 2019      | Helsinki     | Finland        | Weekend Festival     |
| 26. juli 2019      | Ibiza        | Spanien        | Ushuaïa              |
| 16. august 2019    | Sankt Pölten | Østrig         | Frequency Festival   |
| 23. august 2019    | Zürich       | Schweiz        | Open Air             |
| 25. august 2019    | Daresbury    | Storbritannien | Creamfields          |
| 7. september 2019  | Berlin       | Tyskland       | Lollapalooza         |
| Asia               |              |                |                      |
| 20. september 2019 | Singapore    | Singapore      | Singapore Grand Prix |
| Kilde:             |              |                |                      |

## Setliste
Setlisten ved Swedish House Mafias første koncert i Tele2 Arena i Stockholm den 2. maj 2019. Listen var mere eller mindre ensformig gennem hele turnéen.
1. ID ("It Gets Better")
2. "We Come, We Rave, We Love" / "Out of My Mind"
3. "Jack U" / "555" / "Greyhound"
4. "Dream Bigger"
5. "Dark River" / "Sweet Disposition"
6. "Calling (Lose My Mind)" / "Laktos"
7. "For Sale" / "On My Way"
8. "Leave the World Behind" / "Cobra"
9. "Rushin'" / "Raise Your Hands" / "Flash" / "In The Air"
10. "Be" / "Show Me Love" / "Knas"
11. "Teasing Mr. Charlie" / "How Do You Feel Right Now"
12. ID ("Underneath it All")
13. "Miami 2 Ibiza" / "How Do You Feel Right Now"
14. "Resurrection" / "Something New"
15. "This Time"
16. "Antidote"
17. "Payback" / "Dreamer" / "Love Inc" / "In My Mind"
18. "Barricade"
19. "More Than You Know"
20. "Remember"
21. "Heart Is King" / "Reload" / "Tell Me Why"
22. "The Island Pt. 1"
23. "One" / "One (Your Name)"
24. "Can't Hold Us Down"
25. "Stairway to Heaven" / "Don't You Worry Child" / "Sun Is Shining"
26. "Save the World" (NC Edit) / "Save the World”

Alternativ setliste
- En ny version af "For Sale" havde premiere ved Open'er Festival den 6. juli.[3]
- Swedish House Mafia havde premiere på en ny sang med A$AP Rocky, med arbejdstitlen "Frankenstein", ved koncerten ved Ultra Europe den 14. juli.[4]